# CISCO Associação Cultural

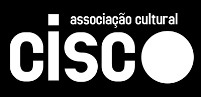
CISCO - Marinha Grande

A CISCO é uma Associação Cultural Juvenil fundada em Outubro de 2005 na Marinha Grande, Distrito de Leiria, Portugal. Tem por finalidade promover e desenvolver actividades relacionadas com a temática das artes. A Associação está inscrita no Registo Nacional de Associações Juvenis (RNAJ) desde 2007.

## Descrição

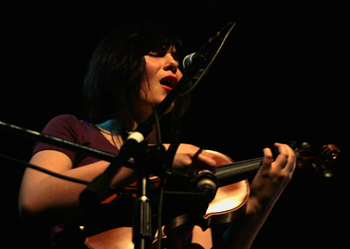
Julia Marcell no Festival OVERLIVE 2008

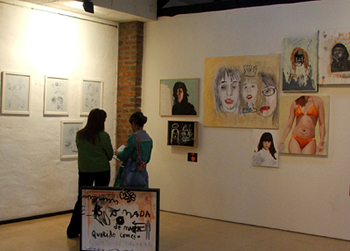
Exposição ENCONTROS (2006)

A CISCO Associação é um espaço de encontro de ideias e de artes em constante construção. Criada no intuito de oferecer um palco às alternativas culturais e manifestações singulares, a CISCO, embora sedeada na Marinha Grande, não se esgota no espaço físico do concelho. A associação surge na necessidade da existência de um “espaço” alternativo onde as artes se organizam, se envolvem e se completam numa procura constante de linguagens que desafiem o acto comum da interpretação. Para além de promoção de espectáculos, a associação também tem como objectivo o desenvolvimento de actividades de formação. Com a realização de workshops com temáticas que integram os processos criativos.
A CISCO nasceu a partir do extinto espaço “Ovírus”, que durante dois meses foi responsável por uma variada programação cultural na Marinha Grande. Propondo-se então a realizar um trabalho semelhante, com iniciativas em diversos locais do concelho e não só, que vão desde o teatro à música, passando pela fotografia, e cinema. Formalmente criada em 15 de Outubro de 2005, com a aprovação do nome e estatutos em Assembleia Geral de sócios, parte dos membros da direcção da CISCO já trabalham juntos há mais tempo, tendo promovido, em nome da associação, diversos eventos desde Julho de 2005.
Desde a sua fundação, a Associação tem sido responsável por diversas actividades artísticas/culturais e pedagógicas, tais como a organização de espectáculos musicais, exposições artes plásticas e outras temáticas, e também a realização de variados Oficinas nas áreas da Música, Teatro, Pintura e Áudio-Visuais.
Grande parte do Trabalho desenvolvido pela associação é fruto da parceria existente com diversas entidades da região, tais como a Câmara Municipal da Marinha Grande, o Sport Operário Marinhense e o Instituto Português da Juventude.
Em 2009, foi aprovada a candidatura da Câmara Municipal da Marinha Grande ao programa “Parcerias para a Regeneração Urbana” do Quadro de Referência Estratégico Nacional (QREN), relativa à Reabilitação Urbana do Centro Tradicional da Marinha Grande. A CISCO Associação é uma das entidades parceiras da CMMG nesta candidatura e encontra-se neste momento a preparar projectos que deverão ser colocados em prática no inicio do ano de 2011.

## Objectivos
Sucintamente, os objectivos da CISCO Associação são:
- Promover eventos culturais e artísticos, proporcionando um lugar e uma ocasião em que uma qualquer acção artística possa ser desenvolvida.

- Orientar os mais jovens (em particular), e todos os cidadãos (em geral), na procura do interesse pelas Artes e respectivos benefícios que dai advenham.

- Promover Oficinas, Ateliês ou outro tipo de acção pedagógica, onde os jovens (em particular) e todos os cidadãos (em geral) possam adquirir conhecimentos técnicos úteis para o acto de criar ou desenvolver diferentes formas de expressão artística.

## Projectos de Destaque
Projectos de destaque desenvolvidos regularmente pela CISCO Associação:
- Festival Overlive

- Festival Remarinha

- Prémio de Escrita Jovem Literário

## Orgãos Sociais Actuais (2010)
Direcção: 
- Presidente: Mário Nicolau
- Vice-presidentes: Pedro Olívio e Carolina Miguel
- Secretário: Ricardo Querido
- Tesoureira: Tânia Pedro
- Vogais: Bruno Julião, David Silva, Pedro Lemos da Silva e Ana Luísa Santos

Conselho Fiscal: 
- Presidente: Paulo Simões
- Vogais: Ricardo Simões e Inês Monteiro

Mesa da Assembleia: 
- Presidente: Carlos Guerra Oliveira Martins
- Vice-Presidente: Paulo Menezes
- Secretária: Sandra José Brito

## Orgãos Sociais Fundadores (2005)
Direcção: 
- Presidente: Bruno Monteiro
- Vice-presidentes: Carlos Guerra Oliveira Martins e Orlando Esperto
- Secretário: Mário Nicolau
- Tesoureira: Vilma Duarte
- Vogais: Marinela Fazendeiro, Elsa Amorim, Jorge Andrade e Pedro Lemos da Silva

Conselho Fiscal: 
- Presidente: Tiago Granja
- Vogais: Raquel Martins e Nelson Quadros

Mesa da Assembleia: 
- Presidente: Lara Oliveira
- Vice-Presidente: Ricardo Simões
- Secretária: Isabel Guimaro